# 堺焼き討ち
堺焼き討ち（さかいやきうち）は、豊臣家と江戸幕府の間の大坂の陣（大坂の役）のうち、慶長20年（1615年）に発生した大坂夏の陣における戦いの一つ。

## 概要
この戦いで豊臣方の武将大野治胤が、手勢2000を率いて堺を焼き討ちしたとされている。焼き討ちを行った理由については、徳川方の兵站となっていた堺への報復、また冬の陣で消費した兵糧・弾薬等の略奪も兼ねていた。

## 戦後
大坂城落城後、大野治胤は逃走を図ったが、5月21日に京都で徳川方に捕らえられた。治胤捕縛の報を受けた堺衆は、かつて平重衡が南都を焼き討ちした際、南都衆に引き渡された例を挙げ、京都所司代の板倉勝重に訴えた。勝重はこれを認め、治胤は6月27日に火あぶりの刑に処されたが、それを聞いた勝重は「南都の者たちも重衡に同じことをしてたのか？」と堺衆を諌めたという。また、戦後、幕府は堺の復興に尽力したが、それまでのような繁栄は取り戻せなかったという。